# Сюр'я (присілок)
Сюр'я (рос. Сюрья) — присілок у Волховському районі Ленінградської області Російської Федерації.
Населення становить 9 осіб. Належить до муніципального утворення Кисельнянське сільське поселення.

## Історія
Згідно із законом № 56-оз від 6 вересня 2004 року належить до муніципального утворення Кисельнянське сільське поселення.

## Населення
| 2007 | 2010 | 2017 |
| ---- | ---- | ---- |
| 12   | ↘7   | ↗9   |